# Carlo Torre
Pour les articles homonymes, voir Torre.
Carlo Torre est un écrivain italien né dans la deuxième moitié de 1608 ou la première moitié de 1609 à Milan et mort le 27 juillet 1679 dans la même ville. 

## Biographie
Carlo Bartolomeo Torre naît dans la deuxième moitié de 1608 ou la première moitié de 1609 à Milan dans la famille d'un orfèvre. Il étudie à l'école publique où il a pour professeur de philosophie Ludovico Settala. Il termine ses études par une thèse de théologie et reçoit la tonsure. Il fréquente parallèlement la bibliothèque Ambrosienne dont le préfet est Antonio Olgiati. Il se consacre brièvement au droit rapidement remplacé par une vocation poétique. 
Il rencontre le peintre connu sous le nom de « Pseudo Fardella » qui lui dédie deux natures mortes en 1662.
Il meurt le 27 juillet 1679 à Milan. 